# كركرة (شاهين دج)
كركرة هي قرية في مقاطعة شاهين دج، إيران. عدد سكان هذه القرية هو 177 في سنة 2006.